# 이븐 바투타

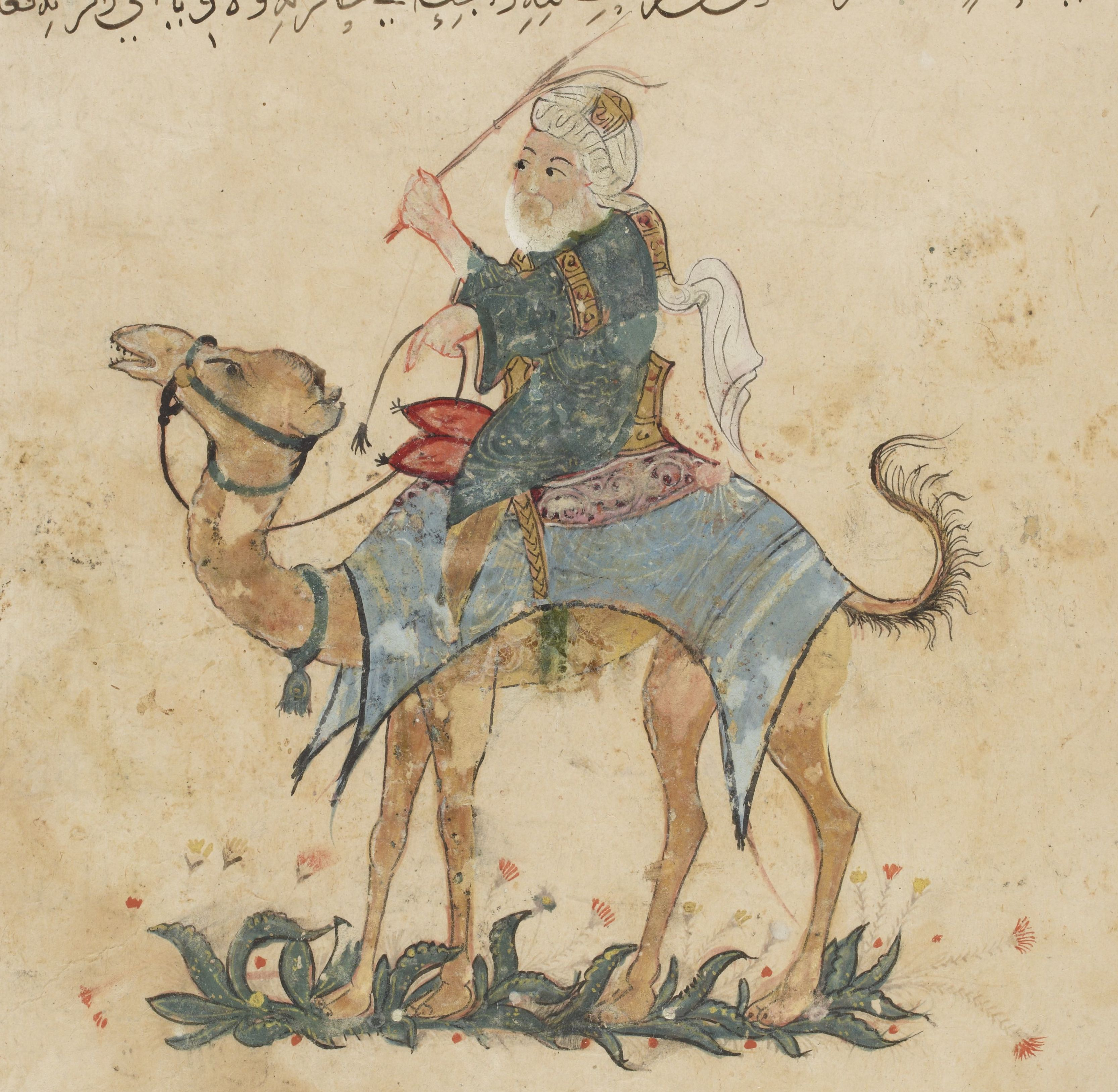
이븐 바투타

이븐 바투타(아랍어: ابن بطوطة, Ibn Battuta, 1304년 2월 24일 ~ 1368년/1369년)는 중세 아랍 마그레브 지역 출신의 여행가, 탐험가이자 유명한 여행기(리흘라, Rihla)의 저자이다.
이븐 바투타의 여행기는 당대 거의 대부분 이슬람 국가와 중국, 수마트라에 이르기까지 12만km에 달하는 광범위한 여정을 묘사한 것으로 문화 인류학적 가치가 크다. 자와할랄 네루는 《세계사 편력》에서 이븐 바투타를 역사상 가장 위대한 여행가 가운데 한 명으로 꼽았다.

## 성장기와 첫 하즈

13세기 서적에 그려진 순례자와 대상 일행

이븐 바투타의 생애는 자신의 여행기에 적혀있는 것만이 알려져 있다. 이븐 바투타는 1304년 모로코 탕헤르의 울라마(아랍어: علماء, 법학자) 집안에서 태어났다. 당시 모로코 지역은 마리니드 왕조가 통치하고 있었다. 이븐 바투타는 ‘라와타’로 불리던 베르베르인의 일파였을 것으로 추정된다. 그는 당시 북아프리카 지역의 교육기관이었던 수니파 말리키 가운데 하나인 매드햅에서 공부하였다. 1325년 6월 21세의 이븐 바투타는 고향을 떠나 메카를 순례하는 하즈 길에 올랐다. 이븐 바투타가 고향에 다시 돌아온 것은 그로부터 24년이 지난 뒤였다.
 나는 힘을 북돋아 줄 길동무도 없이 홀로 여행을 하였다. 영광스런 성소들을 찾아가고 싶은 오래 묵은 소중한 충동에 압도되어 내 마음은 흔들렸고, 내 친구들과 단호히 작별하며 눈물조차 흘리지 않고 집을 떠났다. 부모님께서 아직 살아계신 데 그분들과 헤어지자니 가슴이 먹먹해지도록 슬펐고, 나도 부모님도 모두 괴로웠다.

이븐 바투타는 육로를 따라 북아프리카 연안을 거쳐 메카에 도착하였다. 북아프리카의 지중해 연안을 거치면서 이븐 바투타는 틀렘센, 베자이아, 튀니스와 같은 도시를 지나갔다. 튀니스에서는 2개월을 머물렀다. 바투타는 여행객을 습격하곤 하였던 아랍 베두인족의 공격을 피하기 위해 주로 대상들과 함께 이동하였다. 스팍스에서는 여행길에서 처음 마주치는 결혼식 구경을 하기도 하였다.
1326년 이른 봄 이븐 바투타는 고향으로부터 3,500 km 떨어진 알렉산드리아에 도착하였다. 알렉산드리아는 당시 바흐리 맘루크 제국의 영토였다. 그는 몇 주 동안 알렉산드리아의 이곳 저곳을 구경하고 카이로로 이동하였고, 카이로에서는 몇 달을 묵었다. 카이로를 떠난 이븐 바투타는 나일강을 건너 홍해의 항구 아이자브에 다달았지만, 항구는 반란으로 폐쇄되어 있어서 발길을 돌릴 수 밖에 없었다.
카이로로 돌아온 이븐 바투타는 홍해 여정을 포기하고 다마스커스로 향해 시리아를 통해 메카를 순례한 성자 샤이크 아부 하산 알 샤디히를 만났다. 그는 이븐 바투타에게 헤브론, 예루살렘, 베들레헴과 같은 여러 성지를 방문할 수 있는 길을 알려주었다. 당시 맘루크 왕조는 성지순례객에 대한 안전을 확보해 주지 못했기 때문에 많은 순례객들이 약탈당하거나 죽임을 당했다. 이븐 바투타는 알 샤디히의 조언 덕분에 안전하게 이 지역을 여행할 수 있었다.
이븐 바투타는 라마단을 다마스커스에서 보낸 뒤 대상 행렬을 따라 1,500 km를 여행하여 무함마드의 영묘가 있는 메디나에 도착하였다. 메디나에서 나흘을 머무른 뒤 메카까지 여행하여 이븐 바투타는 성지를 방문한 무슬림의 영예인 하지가 되었다.

## 이라크와 페르시아

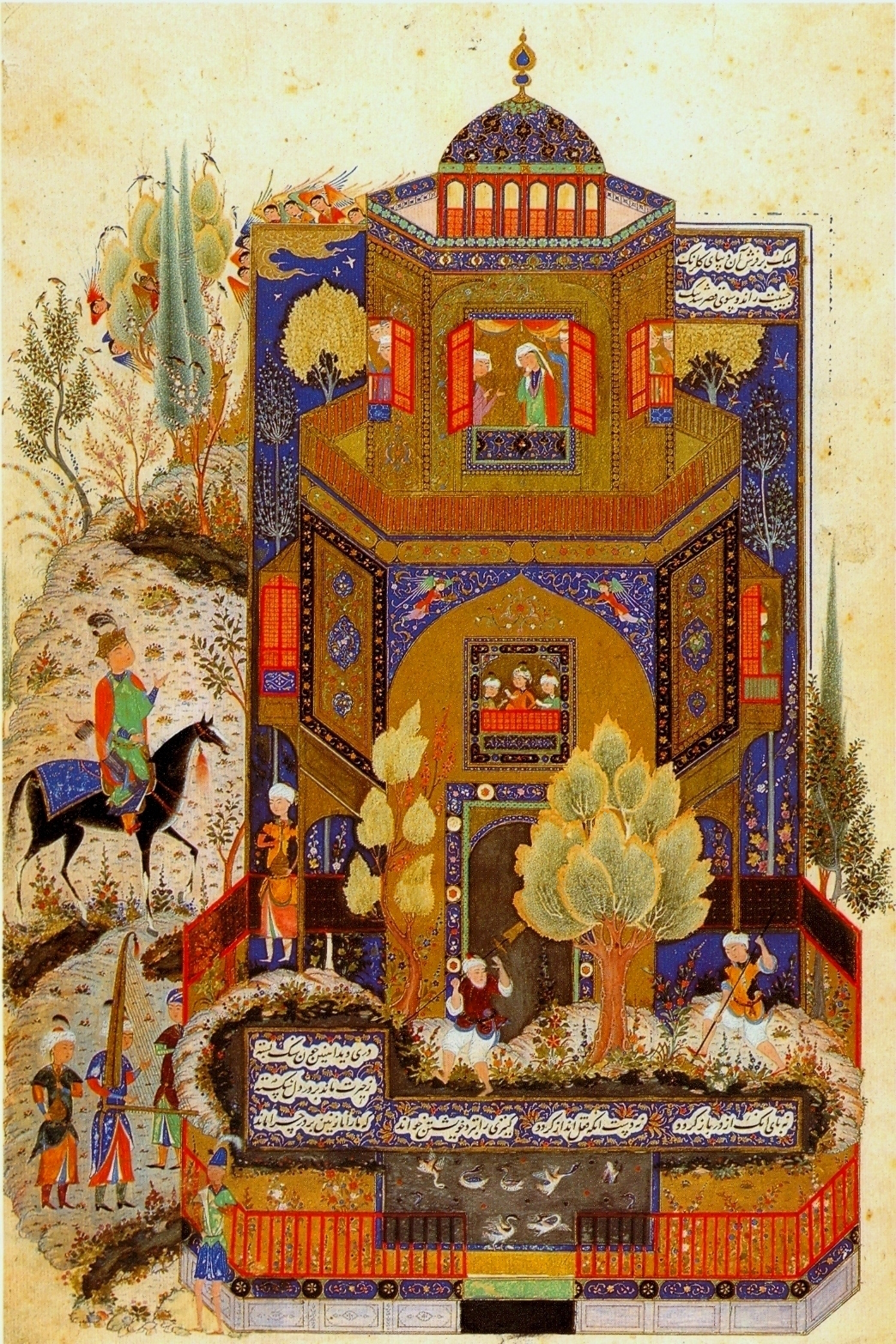
15세기에 그려진 타브리즈의 이슬람 학교

1326년 11월 17일 메카에서 한 달을 지낸 이븐 바투타는 아라비아 반도를 지나 이라크로 귀환하는 큰 대상단에 합류하였다. 대상단은 메디나까지 북상하여 북동쪽으로 방향을 바꾸어 2주일에 걸쳐 나자프의 나즈드 고원을 지났다. 그는 나자프에서 무함마드의 사위로 제4 대 정통 칼리파이자 시아파의 첫 이맘인 알리 이븐 아비 탈리브의 영묘를 방문하였다.
이븐 바투타는 바그다드로 돌아가는 대상단을 떠나 페르시아를 방문하기로 하였고, 바스라의 남쪽에 놓인 티그리스강을 따라 나자프에서 와시트까지 이동하였다. 이후, 자그로스산맥을 넘어 페르시아의 에스파한에 당도하였다. 이븐 바투타는 에스파한을 지난 후 시라즈로 향하였다. 당시 페르시아 북부는 몽골 제국의 침략으로 여러 도시가 파괴된 상태였고, 시라즈는 파괴를 면한 몇 안되는 도시 가운데 하나였다. 이븐 바투타는 산맥을 넘어 남하하여 1327년 6월 바그다드에 도착하였다. 당시 바그다드는 1258년에 있었던 훌라구의 침입 때 파손된 지역이 여전히 남아 있었다.
이븐 바투타는 바그다드에서 일 한국의 마지막 통치자였던 아부 사이드이 많은 수행원을 거느리고 북쪽으로 여행을 떠나는 모습을 보았다. 그는 국왕 대상단에 합류하여 북쪽의 비단길을 따라 타브리즈로 갔다 바그다드로 돌아왔다. 타브리즈는 교통의 중심지로 몽골 제국과 경쟁하였던 곳으로 결국 페르시아 지역에서 처음 몽골의 침입을 겪게 된 곳이었다.
1327년 7월 무렵 이븐 바투타는 바드다드를 떠나 티그리스강을 끼고 북쪽으로 향해 모술을 방문하였고, 그곳에서 일 한국의 통치자를 만났다. 그는 오늘날 터키의 남동부에 위치한 지즈레와 마르딘을 방문한 후 신자르 근처의 산 속에 은거한 쿠르드인을 만나 은화 몇 닢을 받았다. 이븐 바투타는 모술로 돌아와 수송 대상단에 끼어 바그다드로 돌아왔고, 거기서 다시 아라비아 사막을 횡단하는 대상단과 합류하여 메카로 갔고, 그의 두 번째 하즈를 완료하였다.

## 아라비아 반도
이븐 바투타는 메카에 도착한 뒤 두어 해 머물렀고, 그 뒤 홍해 연안의 항구 지다에 도착하여 배를 타고 남동풍을 거슬러 예멘을 방문하여 자비드와 타이즈에 들렀다. 이븐 바투타는 거기서 말리크라고 불린 라술리드 왕조의 왕 무자히드 누르 알 딘 알리를 만났다. 이븐 바투타는 이 여정에서 사나도 방문하였다고 언급하고 있지만, 실제로 방문하였는 지는 의심스럽다. 당시 무역로를 감안하면 바투타는 타이즈에서 곧장 교통 중심지인 아덴 항구로 향했을 것이다. 이븐 바투타는 1329년, 또는 1331년 즈음에 아덴에 도착하였다.

## 소말리아

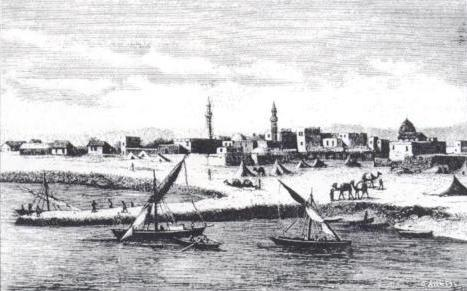
제일라 항구. 19세기의 그림

이븐 바투타는 아덴에서 배에 올라 소말리아의 항구인 제일라를 경유하여 오늘날 아프리카의 뿔이라고 불리는 홍해와 인도양의 접경인 과르다푸이 항구로 갔다. 이븐 바투타는 보다 남진하여 당시 바르바라라고 불렸던 모가디슈를 방문하였다.
1331년 모가디슈를 방문한 이븐 바투타는 그곳이 매우 큰 도시였고 부유한 상인들이 이집트 등지에서 온 옷감으로 화려한 옷을 지어 입고 있었다고 기록하고 있다. 이븐 바투타는 바르바라를 통치하는 소말리아 술탄을 방문하였고, 술탄은 유창한 아랍어로 대화하였다. 이븐 바투타는 소말리아 술탄이 수상인 와지르와 법률 고문, 대장군, 환관 등을 거느리고 자신을 접견하였다고 기록하였다.

## 스와힐리 해안

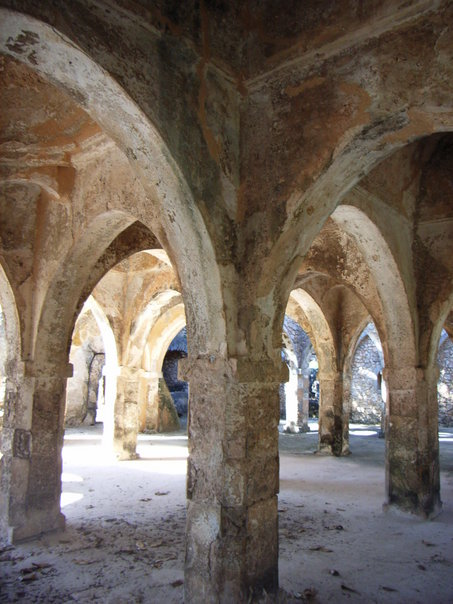
오늘날 탄자니아 지역에 있던 킬와 키시와니의 대모스크. 산호를 이용하여 지었다.

소말리아를 떠난 이븐 바투타는 계속 남하하여 스와힐리 해안에 도착하였다. 아랍 세계에서는 이 곳을 빌라드 알 잔지, 즉 흑인들의 땅이라고 불렀다. 이븐 바투타는 소말리아에서 출발하여 바다에서 하룻밤을 보낸 뒤 몸바사에 도착하였는데, 몸바사는 당시 작은 마을이었지만 이후 한 세기를 거치면서 중요한 무역 거점으로 성장하였다. 몸바사를 떠난 이븐 바투타는 오늘날 탄자니아의 킬와에 들렀다. 당시 킬와는 금 거래의 중심지였다. 이븐 바투타는 킬와에 대해 세계에서 가장 아름답고 잘 지어진 도시 가운데 하나라고 기록하였다.
1330년 이븐 바투타는 킬와의 술탄 알 하산 이븐 술레이만을 방문하였다. 그는 술탄이 말린디부터 이냠바네에 이르는 지역을 다스리는 지위에 있으면서도 매우 겸손하였다고 호의적으로 기록하였다. 당시 킬와는 후수니 쿠브와 궁전이 세워지고 킬와 대모스크가 만들어진 것이 나타내듯 매우 융성한 무역 국가였다. 킬와 대모스크는 산호초를 이용하여 지었는데, 같은 재질로 만든 건축물 가운데에는 가장 큰 것이다. 이븐 바투타는 몬순 계절에 맞춰 킬와를 떠나 오만을 거쳐 메카로 돌아가 세 번째 하즈를 수행하였다.

## 중앙 아시아, 남아시아

킵차크 한국의 기

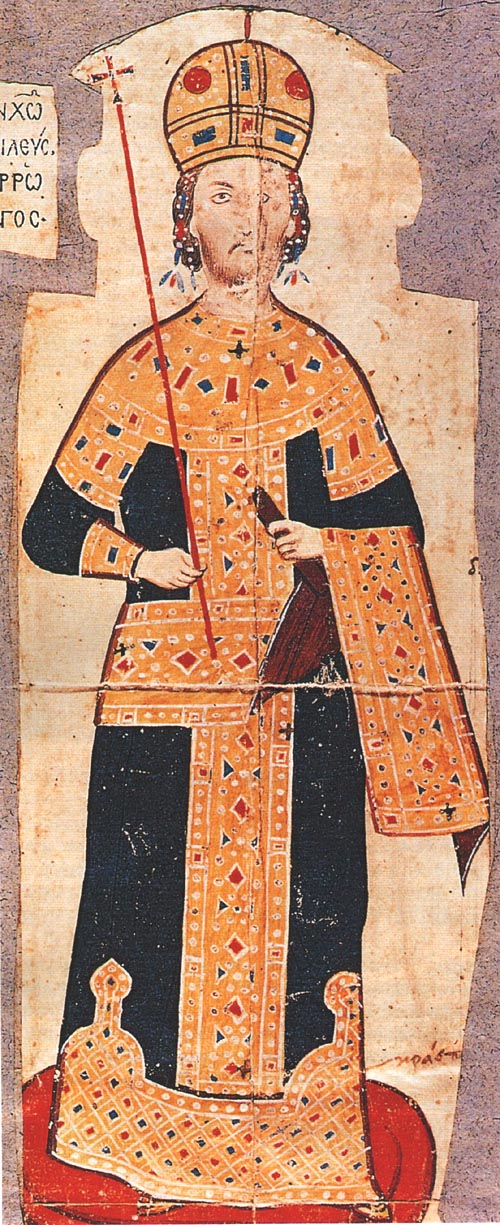
동로마 제국의 안드로니코스 3세

메카에서 일년여를 보낸 이븐 바투타는 1330년(또는 1332년) 델리 술탄 왕조의 국왕이었던 무함마드 빈 투그루크의 궁전에서 일자리를 찾아보기로 하고 아나톨리아를 출발하여 델리로 향하는 대상단에 합류하였다. 이븐 바투타는 시리아의 항구 라타키아에서 제노바 공화국의 상선을 타고 오늘날 터키의 영토인 알라니아에서 내린 뒤 코니아를 거치는 육로를 통해 흑해 연안의 시노프에 도착하였다.
시노프를 출발한 이븐 바투타는 크림반도로 향했는데, 당시에는 킵차크 한국의 영토였다. 그는 아조프에서 캅차크 한국의 아미르를 만난 뒤 당시 번화한 대도시였던 마자르로 향했다. 이븐 바투타는 마자르에서 우즈베크 칸을 알현했고, 더 북으로 여행하여 볼가르에 이르렀다. 볼가르는 이븐 바투타가 여행한 곳 중 가장 북쪽에 위치한 곳으로, 여름에 도착한 그는 밤이 무척 짧았다고 기록하였다. 볼가르를 떠난 이븐 바투타는 카스피해 연안의 아스트라한으로 갔다. 우즈베크 칸은 자신의 아내이자 동로마 제국 안드로니코스 3세의 딸인 바얄룬 공주가 임신하였기 때문에 그녀가 고향인 콘스탄티노폴리스에서 출산할 수 있도록 보내고자 한다며 이븐 바투타에게 동행을 요청하였다. 이븐 바투타는 이 때 처음으로 이슬람 세계의 영역을 벗어나 여행을 하게 되었다.
1332년(또는 1334년) 이븐 바투타는 콘스탄티노폴리스에 도착하여 안드로니코스 3세 팔라이오로고스를 알현하였다. 그는 콘스탄티노폴리스에서 아야 소피아를 방문하여 동방정교회의 성직자에게 예루살렘 여행담을 들려주었다. 한 달 뒤 이븐 바투타는 아스트라한으로 귀환한 뒤 킵차크 한국의 수도 사라이로 가서 우즈베크 칸에게 여행 경과를 보고하였다. 보고를 마친 이븐 바투타는 카스피 해와 아랄해를 지나 부하라와 사마르칸트를 방문하였다. 그곳에서 그는 남쪽의 아프카니스탄으로 향하였고 힌두쿠시산맥을 넘어 인도에 당도하였다. 이븐 바투타는 자신의 여행기에 힌두쿠시산맥의 크기와 역사를 기록하였다. 이븐 바투타는 델리에서 술탄 무함마드 빈 투그루크를 알현하였다.
무함마드 빈 투그루크는 당시 이슬람 세계에서 가장 부유한 사람으로 알려져 있었다. 그는 많은 학자들과 수피, 카디, 비지르를 후원하고 있었으며, 통치를 위해 많은 관료들을 거느리고 있었다. 당시의 투그루크 왕조 또한 이집트의 맘루크 왕조와 같이 몽골의 침입을 받은 여파를 채 벗어나지 못하고 있었다. 메카에서 수학하였다는 경력에 힘입어 이븐 바투타는 판관인 카디에 임명되었다. 이븐 바투타는 판관으로 활동하면서 인도에서는 이슬람의 영향력이 적기 때문에 술탄의 법정에서 이슬람 법을 적용하는 것이 힘들다는 점을 알게 되었다.
이븐 바투타는 라즈푸트가 지배하는 사르사티 왕국이 있었던 한시를 방문하였다. 오늘날 인도 북부의 하리아나 주에 속하는 한시를 방문한 그는 “세계에서 가장 아름답고 인구가 많은 대도시인 이 도시는 강건한 성벽으로 둘러쌓여 있다. 이 도시는 강력한 이교도 왕이었던 타라가 건설하였다고 한다.”라고 기록하고 있다. 이븐 바투타는 오늘날 파키스탄에 속하는 인더스강 하류의 신드 지역을 방문하였을 때 인더스 강 주위에 살고 있는 인도코뿔소를 보았고 이를 기록으로 남겼다.
이븐 바투타는 변덕스러운 술탄 밑에서 6년을 지내면서 각종 사건에 연루되었다. 그는 기회를 보아 떠나야겠다고 결심하였고, 술탄에게 세 번째 하즈를 수행하겠다는 허락을 받으려고 하였다. 이 때 누군가가 원나라에 외교 사절로 가는 것이 어떠냐고 제안하자, 이븐 바투타는 술탄에게서 벗어날 기회라고 생각하여 그에 따르기로 하였다.

## 서남아시아, 중국

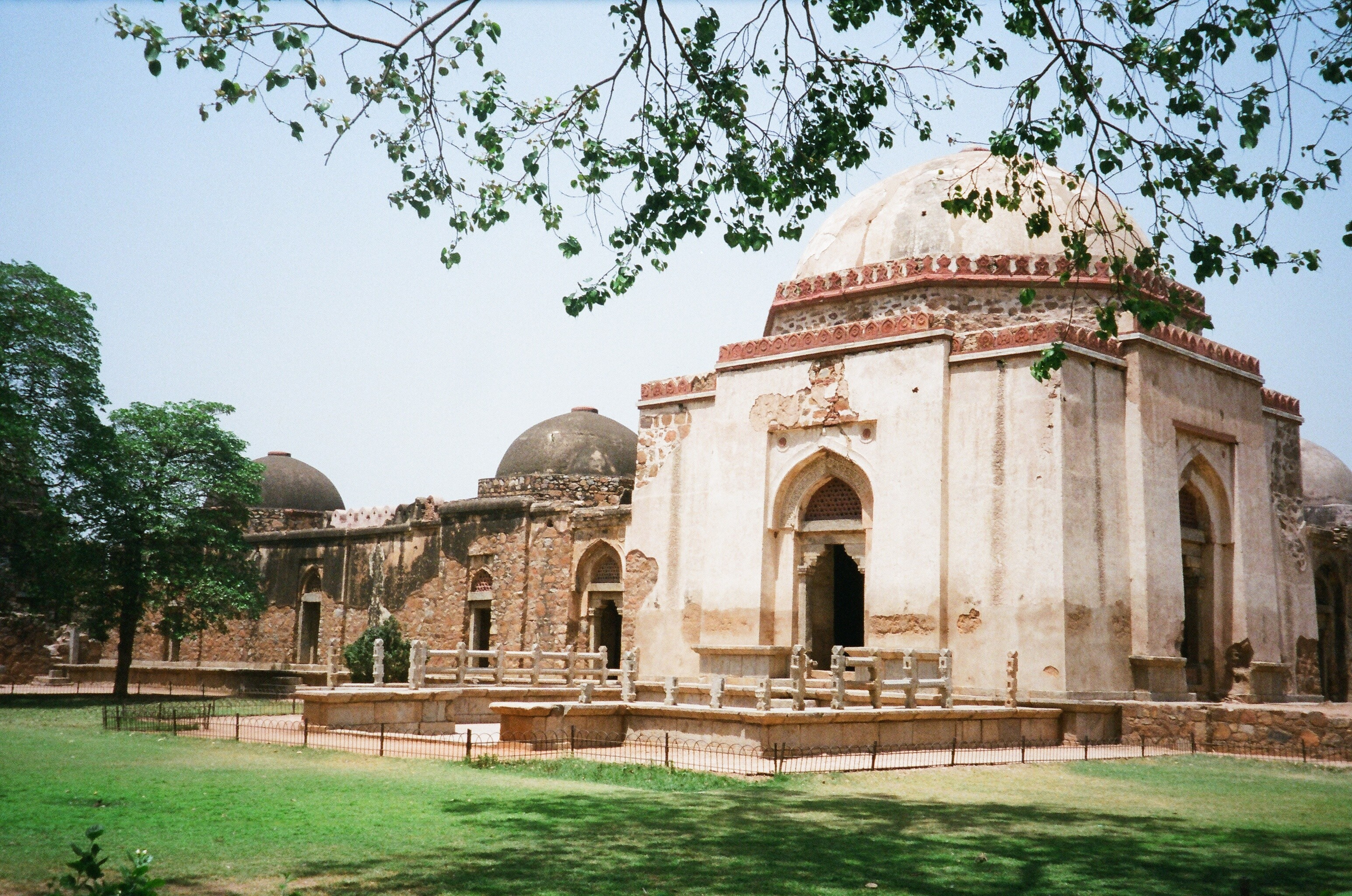
무함마드 이븐 투그루크의 영묘. 이븐 바투타는 그의 재위 시절 6년간 카디로 일했다.

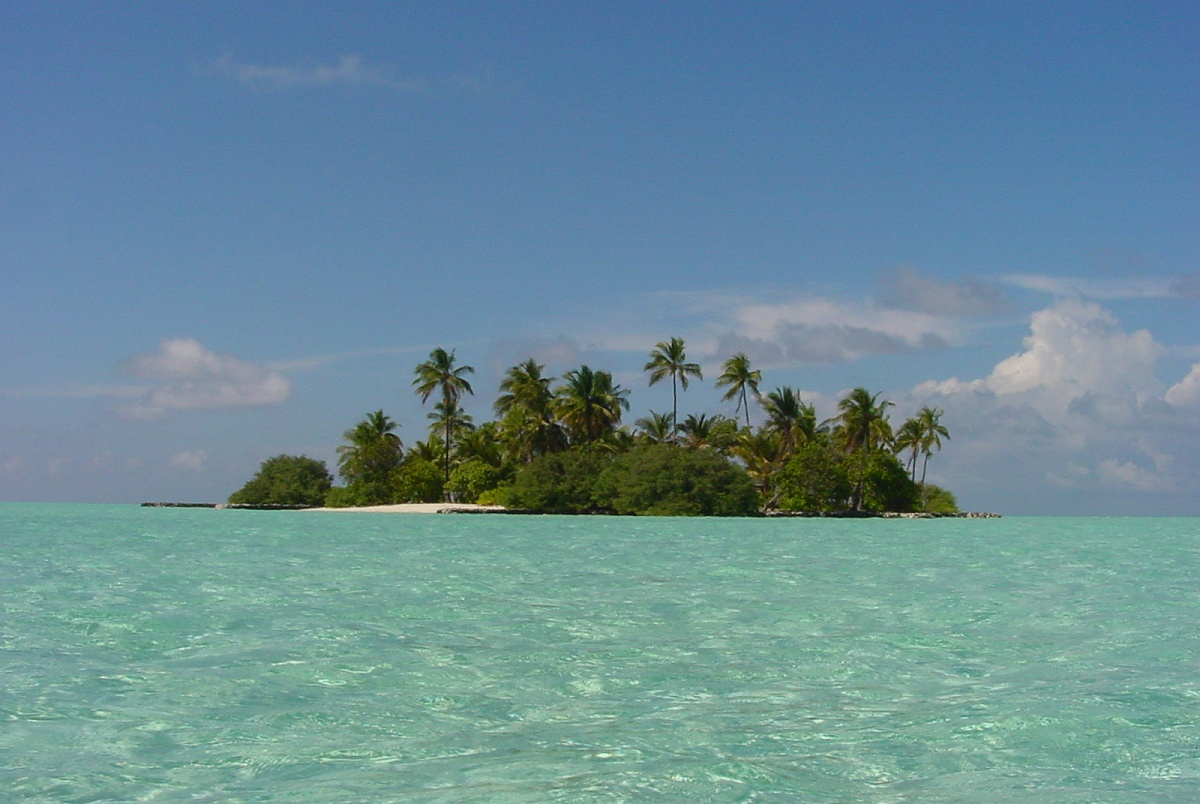
몰디브 제도의 한 섬

이븐 바투타 일행은 해안을 따라 원나라로 향하다 도적의 습격을 받았다. 그는 동료들과 떨어져 약탈 당했고 거의 목숨을 잃을 뻔 하였다. 이븐 바투타는 열흘 뒤에야 가까스로 일행을 다시 만나 오늘날 구자라트 주에 속한 캄바트로 피신하였다. 그는 다시 항해하여 코지코드로 갔는데, 당시에도 중요한 무역항이었던 이 곳은 2세기 뒤 포르투갈의 바스쿠 다 가마가 기항하면서 유럽에 알려지게 되었다. 이븐 바투타가 코지코드의 모스크를 방문한 사이 폭풍이 불어 배 한척이 침몰하였다. 다른 한 척의 배가 있었지만 그 배는 이븐 바투타를 태우지 않고 수마트라로 항해하였다.
델리로 돌아가 실패하였다고 보고하는 것이 두려워 이븐 바투타는 샤라바티 강변에서 작지만 강고한 이슬람 국가를 다스리고 있던 자말 우드 딘의 보호를 받으며 인도 남부에 머물렀다. 그러나 언제까지고 있을 수는 없었기 때문에 이븐 바투타는 중국으로 향하기로 하고 우선 몰디브로 향했다. 그는 이슬람의 카디로서 이슬람 선교 활동을 하여달라는 당부와 함께 반쯤 억류되었는데, 몰디브를 다스리던 오마르 1세는 왕족과 그를 결혼시켜 붙잡아두려 하였다. 이븐 바투타는 몰디브에 있는 동안 그곳 비지르의 사위가 되었다. 이븐 바투타는 여행기에서 몰디브는 결혼과 이혼이 자유로웠다고 적고 있다. 이븐 바투타의 아내는 그가 몰디브를 떠날 때 그의 안전을 위해 함께 배에 올랐으나 도중에 병에 걸려 이혼하고 되돌아갔다.
이븐 바투타를 태운 배는 스리랑카로 향하던 중 해적의 습격을 받고 거의 침몰할 지경이 되었다. 이븐 바투타는 마두라이로 발길을 돌렸고 한 동안 마두라이 술탄국에 머물렀다. 이븐 바투타는 몰디드로 다시 돌아가 부유한 중국 상인이 운영하는 정크선을 타고 중국으로 향했다.
인도 대륙의 동안으로 나선 이븐 바투타는 오늘날 방글라데시에 속하는 치타공에 도착하였다. 거기서 그는 실렛으로 향하여 동굴 속에 살며 우유와 버터, 그리고 요구르트만 먹으며 수행하는 은자 샤흐 자랄을 방문하였다. 당시 치타공에서 실렛까지의 여정은 산맥을 넘어 한달이 걸리는 길이었다. 이븐 바투타는 그의 여행기에서 샤흐 자랄이 자신이 도착하기 몇 일 전부터 그가 올 것이란 것을 알고 있었다고 언급하고 있으며, 주변 지역의 여러 사람들이 신의 가피를 구하기 위해 그에게 왔다고 적고 있다. 이븐 바투타는 아삼 지방 북부의 여러 곳을 둘러본 뒤 원래의 여정을 위해 치타공으로 귀환하였다.
1345년 이븐 바투타는 오늘날 인도네시아에 속하는 수마트라섬 북부 아체 지방에 있던 사무데라 파사이 술탄국에 도착하였다. 그곳의 지배자는 열렬한 샤피이 신자였으며, 무슬림들 사이에선 마드하브와 같은 다른 학파들도 있었다. 당시 사무데라 파사이의 지배자는 자신이 다르-알-이슬람 (이슬람을 따르는 가문)이라 선언하고 이슬람 질서에 따른 국가 운영을 하고 있었는데, 당시 이슬람 세계의 가장 동쪽으로 그 보다 동쪽에는 이슬람 국가가 없었다. 이븐 바투타는 술탄의 손님으로서 나무를 이용하여 만든 성 안에서 이 주 정도 머물렀고, 그 곳의 술탄이 내준 정크선을 타고 출항하였다. 이븐 바투타는 말라카와 베트남, 필리핀을 거쳐 원나라가 지배하던 광저우에 도착하였다.

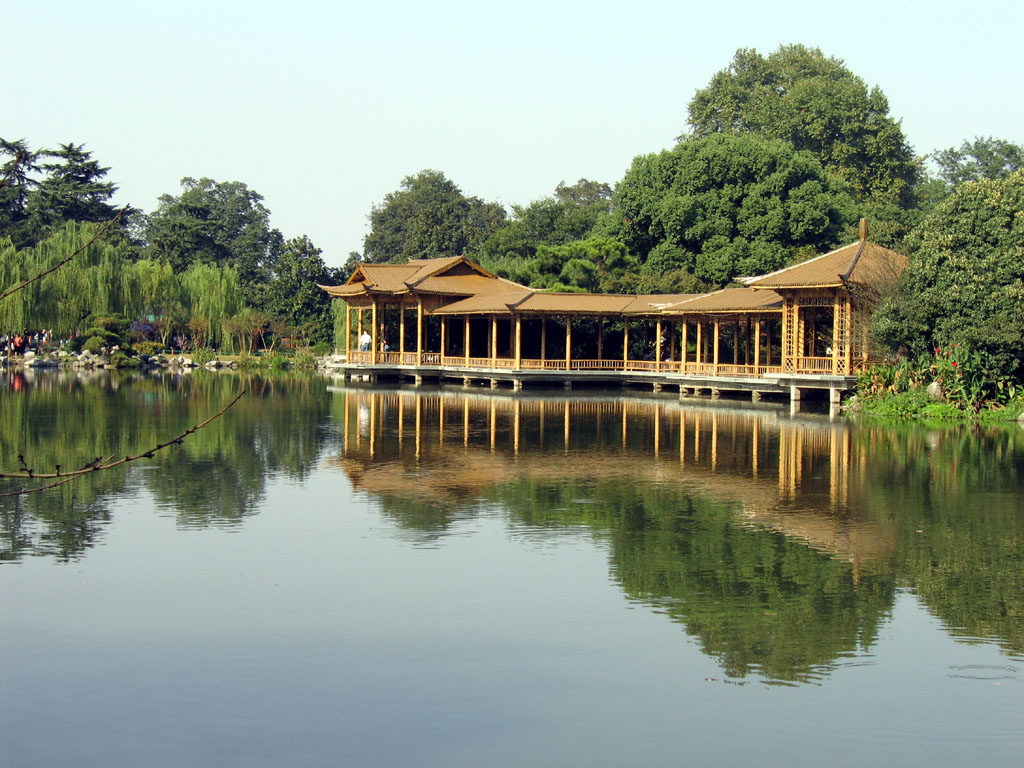
항저우의 시 호

이븐 바투타는 자신의 여행기에서 1345년 중국에 도착할 당시의 사정을 언급하면서 화가들이 새로 도착한 외국 일행인 자신의 모습을 그림으로 그렸다고 기록하고 있다. 이븐 바투타는 중국의 모습을 설명하면서 많은 장인들이 비단과 도자기를 만들고, 자두, 수박와 같은 과실이 있으며, 사람들이 지폐를 사용하여 거래한다고 적었다. 또한 광저우에서 큰 배를 만드는 모습을 설명하였고, 개구리 요리와 같은 음식에 대해서도 기록하였다. 이븐 바투타는 광저우에 있는 동안 칭옌산(清源山)에 올라 유명한 도교 사원을 방문하였다. 그 뒤 북쪽의 항저우를 방문한 뒤 그 때까지 보았던 도시 중에 가장 큰 도시였다고 기록하였다. 그는 항저우가 시 호에 둘러싸인 매우 매력적인 도시로 주변으로 녹색 언덕이 많았다고 기록하고 있다. 이븐 바투타는 항저우에서 다채로운 색으로 도장한 잘 만들어진 목선이 즐비한 것에 깊은 인상을 받았다. 이븐 바투타는 당시 항저우를 다스리던 원나라의 관료를 만났는데, 쿠르타이라는 이름으로 기록된 이 관리는 중국 토속의 요술을 대단히 신봉하고 있었다고 기록하고 있다.
이븐 바투타는 대운하를 이용하여 베이징을 방문하였고, 원 혜종을 알현하였다. 이븐 바투타는 베이징에서 만리장성을 보고 마치 꾸란에 나오는 둘 콰르나인이 곡과 마곡을 막기 위해 벽을 쌓은 것과 같다고 언급하였다. 이븐 바투타는 다시 대운하를 타고 광저우로 돌아갔으며, 잠시 푸저우를 방문한 뒤 귀향길에 올랐다.

## 귀향
1346년 이븐 바투타는 광저우를 떠나 귀향길에 올랐다. 코지코드에 도착한 이븐 바투타는 다시 한 번 무함마드 빈 투그르크에게 의탁할까도 고민하였지만, 메카로 향하기로 결정하였다. 이븐 바투타는 배를 이용하여 인도양을 건너 호르무즈 해협을 통과해 바스라에 도착하였다. 그는 일 한국의 마지막 왕 아부 사이드가 바스라에서 사망하였다는 것을 알게 되었다. 일 한국은 페르시아인들과 몽골인 사이의 내전으로 멸망하였다.
이븐 바투타는 1348년 처음 하지에 올랐던 다마스커스에 도착하였고, 그의 아버지가 15년 전에 사망하였다는 소식을 들었다. 죽음은 이븐 바투타가 도착한 근동 지역에도 만연해 있었다. 흑사병이 시리아, 팔레스타인, 아라비아 반도 등의 지역에 창궐해 있었던 것이다. 이븐 바투타는 고향인 모로코로 돌아가기로 결심하였다. 그가 집을 떠난지 사반세기가 지난 뒤였다. 그는 뱃길을 이용하여 사르데냐를 거쳐 고향 탕헤르에 도착하였다. 이븐 바투타가 집에 도착했을 때, 그는 어머니가 몇 개월 전에 사망하였다는 것을 알게 되었다.

## 알안달루스

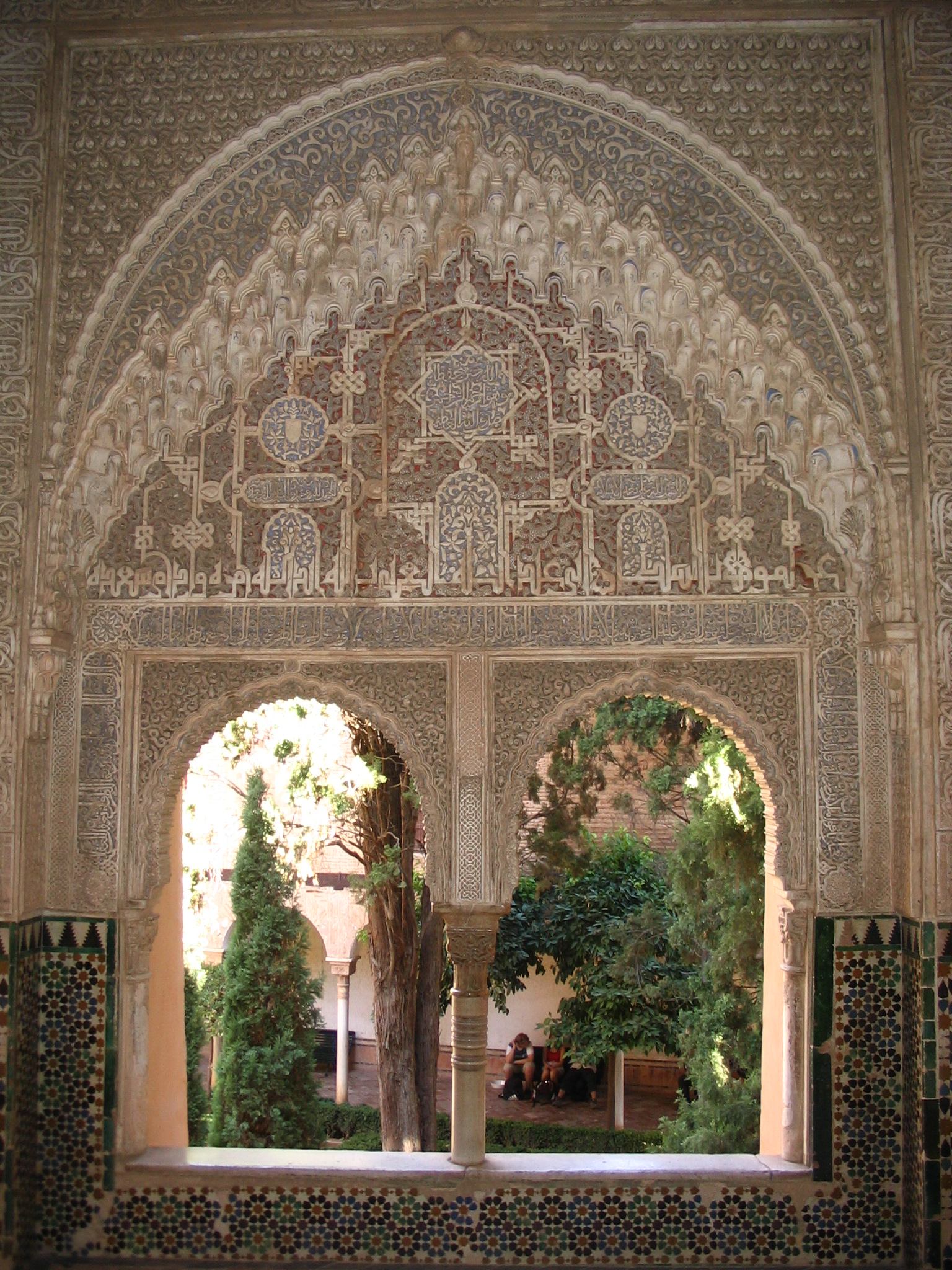
그라나다의 왕궁이었던 알람브라 궁전

이븐 바투타 시대의 이베리아반도는 이슬람 세계의 일부로서 알안달루스로 불리고 있었고, 카스티야 왕국, 레온 왕국, 아라곤 왕국과 같은 유럽 기독교 국가들과 늘상 전쟁 중이었다. 이슬람 세력은 8세기 무렵에는 이베리아반도 전체를 지배하였으나 유럽 기독교 국가와의 전쟁으로 차츰 영토를 잃어 이븐 바투타 시절에는 그라나다 타이파 국가만이 남아 있었다. 레콘키스타라고 불린 이 전쟁은 이븐 바투타 사후로도 계속되어 결국 이슬람 세력은 이베리아반도에서 축출되고 만다.
1350년 카스티야와 레온의 군주였던 카스티야의 알폰소 11세가 지브롤터 해협을 넘어 이븐 바투타가 있는 탕헤르 지역을 공격하였다. 이븐 바투타는 다른 무슬림들과 함께 항구를 지키기 위해 결집하였다. 알폰소 11세가 흑사병으로 사망하자 레온 왕국의 군대는 퇴각하였고, 이븐 바투타는 이왕 고향을 나선 김에 발렌시아와 그라나다를 둘러보기로 하였다.
알안달루시아를 둘러본 이븐 바투타는 당시 모로코의 수도 페스로 돌아왔으나, 흑사병이 휩쓸고 간 뒤라 도시는 황폐화되어 있었다. 이븐 바투타는 지금까지 무슬림들이 가보지 않았던 세계를 여행하여 보기로 결심한다. 이븐 바투타는 이슬람 세계의 제일 외곽지역 가운데 하나인 사하라 사막 이남을 방문해 보기로 하였다.

## 사하라 횡단

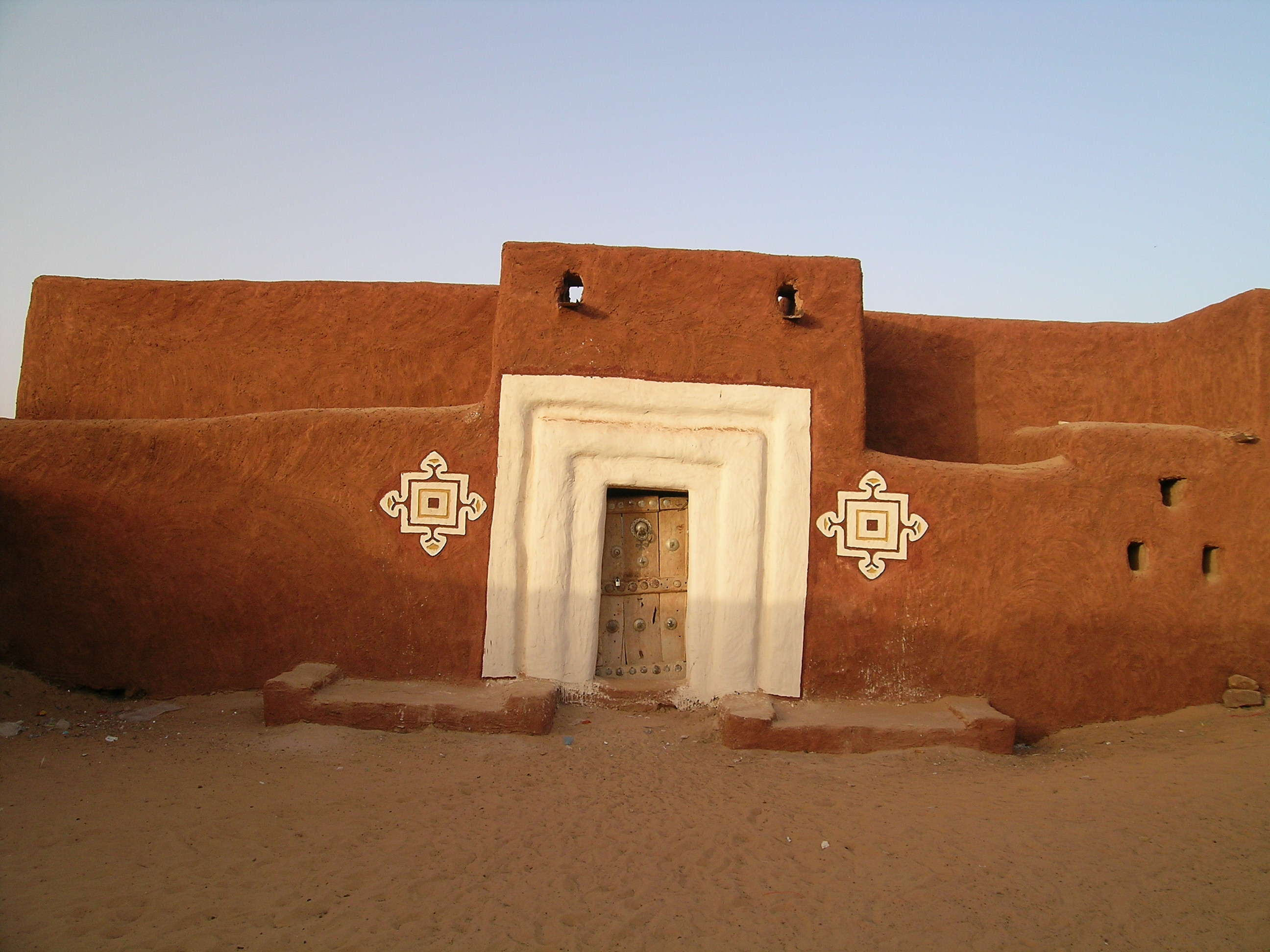
사하라 남단의 오아시스인 아우랄라타

1351년 가을, 이븐 바투타는 페스를 떠나 시질마사로 향했다. 시질마사는 오늘날 모로코에 속하는 곳으로 사하라 사막 북단에 있다. 거기서 그는 넉 달을 머무르며 낙타 몇 마리를 샀다. 1352년 2월 이븐 바투타는 대상 대열과 함께 타가자에 도착하였다. 타가자는 마른 염호에서 나오는 암염의 집산지로 모든 건물들은 마수파족이 부리는 노예들이 암염판을 이용하여 지었다. 암명 유통의 중심지로서 타가자엔 말리산 금들이 넘쳐났지만, 이븐 바투타에게 큰 감명을 주지는 못했다. 그는 타가자에도 흑사병이 번지고 있었으며 물맛은 짰다고 기록하였다.
대상단은 타가자에서 열흘을 머무른 뒤 타사라흘라로 갔으며, 거기서 광대한 사막을 횡단하는 준비를 하느라 사흘을 보냈다. 대상단은 타사라흘라에서 마수파족 정찰대를 먼저 아우랄라타에 보내 물이 아직 그대로인지 확인한 후 사막을 건넜다. 작은 오아시스인 아우랄라타는 당시 사하라 종단 무역의 남쪽 종착점이었다. 대상단은 두 달을 아우랄라타에 머무른 뒤 1,600 km 에 이르는 길을 되돌아 시질마사로 되돌아갔다.
이븐 바투타는 시질마사에서 강을 따라 남서쪽으로 향하였는데, 그가 따라간 강은 나이저강이었지만 이븐 바투타는 그 강이 나일강의 일부라고 생각했다. 이븐 바투타는 강을 따라 여행하여 말리 제국의 수도에 도착하였다. 말리의 수도에서 이븐 바투타는 만디카어로 왕을 뜻하는 “만사”로 불리던 말리의 왕 술레이만을 알현하였다. 이븐 바투타는 말리 제국의 수도에서 여덟 달을 지냈는데, 술탄의 왕비들과 여성 노예들, 심지어 딸들까지 모두 벌거벗고 있었다고 기록하였다. 이븐 바투타는 다음 해 2월에 말리를 떠나는 대상단에 합류하여 팀북투로 향했다. 팀북투는 그로부터 200년 뒤엔 지역에서 가장 큰 도시로 성장하지만, 이븐 바투타가 방문할 당시에는 작은 마을에 지나지 않았다. 그는 여기서 처음으로 하마를 보았는데, 뱃사공이 날카로운 촉이 달린 긴 창으로 사냥하였다. 팀북투에서 몇일을 보낸 이븐 바투타는 강을 따라 내려가 당시 상업 중심지였던 가오로 향했다.
이븐 바투타는 가오에서 한 달쯤 보낸 뒤 대상단을 따라 타케다로 향했고, 거기서 사막을 건너다 모로코의 술탄 아부 이난 파리스로부터 돌아오라는 전갈을 받았다. 그는 1353년 9월 시질마사로 귀환하였고 600 여 명의 흑인 여성 노예를 운송하는 거대한 규모의 대상단에 끼어 귀환하여 1354년 초에 모로코로 돌아갔다.

## 여행기

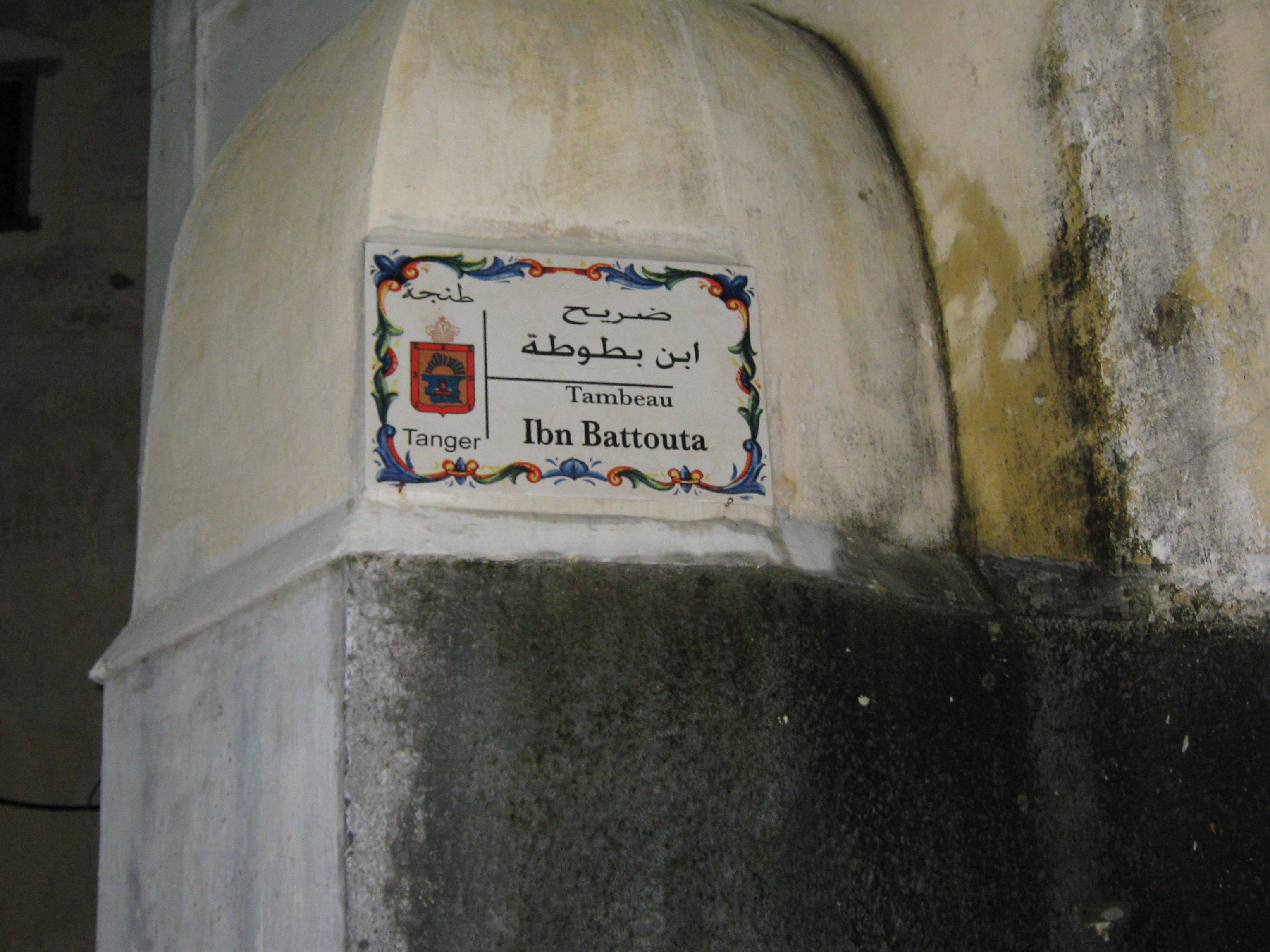
이븐 바투타의 묘

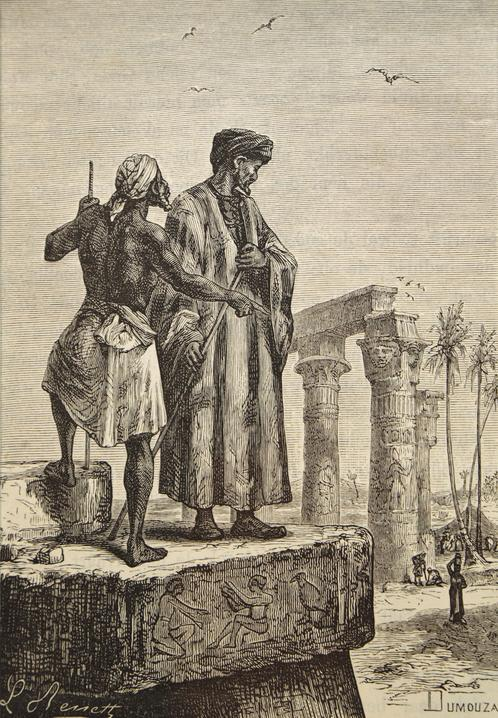
19세기 프랑스 일러스트레이터 레옹 베네가 그린 이븐 바투타

1354년 귀환한 이븐 바투타는 술탄의 명에 따라 이븐 주자이에게 자신의 여행담을 구술하였고, 이븐 주자이는 이를 정리하여 《이븐 바투타 여행기》를 집필하였다. 주자이가 집필한 여행기의 원 제목은 تحفة النظار في غرائب الأمصار وعجائب الأسفار으로 “도시들의 불가사의들과 여행의 경이로움을 생각하는 자를 위한 선물”이란 뜻이다. 이븐 바투타의 여행기는 간단히 《리흘라》(الرحلة, 여행기)라는 이름으로 널리 알려졌다.
이븐 바투타의 여행기는 그의 기억에 의존하여 구술된 것이어서, 이븐 주자이는 이전에 발간된 여행기와 지리서들을 참고하여 지명과 교통로를 분명히 하였다. 특히 중동지역의 메카, 메디나, 다마스커스와 같은 여러 도시들에 대해서는 알안달루스 출신의 여행가인 이븐 주바이르의 여행기를 주로 참고하였다.
서구의 동양학 연구자들은 이븐 바투타가 자신이 구술한 지역을 모두 방문하였다고 보지는 않고 있다. 자신이 직접 방문하지 않은 지역의 이야기는 이전에 그 곳을 방문한 다른 여행자들의 이야기를 참고하였을 것이라고 보는 데, 예를 들면 볼가강을 따라 볼가르를 방문한 여정의 이야기는 이븐 바투타의 다른 지역 방문 이야기와는 매우 다르게 서술되어 있고, 예멘 방문 기록도 의심가는 부분이 있다고 본다. 심지어는 중국 방문도 실제로 한 것이 아닐 수 있다고 주장하는 경우도 있다. 그러나, 이러한 의구심들에도 불구하고 이븐 바투타의 여행기가 14세기 이슬람 세계에 대한 중요한 자료라는 점에는 변함이 없다.
이븐 바투타는 여행기 곳곳에서 서로 다른 문화적 차이에서 오는 문화 충격을 기록하고 있다. 예를 들면, 이븐 바투타는 아내가 남편에게 봉사하는 것을 당연시하는 문화에서 자라났지만, 모계 중심 문화의 투르크인이나 몽골인 남성이 여성의 종이 된 것처럼 존중하는 것을 보고 충격을 받았다. 이 외에도 이븐 바투타는 몰디브 제도나 사하라 남부에서 거의 벌거벗은 옷차림을 하고 사는 모습이나, 아프리카 서부의 식인 풍습 등도 기록하였다.
여행기를 구술한 뒤 이븐 바투타가 어떻게 살았는 지에 대해서는 알려진 것이 거의 없다. 이븐 바투타는 말년에 모로코의 법관으로 생활하였으며 1368년(또는 1369년)에 사망하였다.

## 여정

### 첫 하즈까지의 여정
탕헤르 - 페스 - 틀렘센 - 밀리아나 - 알제리 - 베자이아 - 튀니스 - 수스 - 스팍스 -
가베스 - 트리폴리 - 알렉산드리아 - 카이로 - 아스완 - 아이자브 - 카이로 - 가자 -
베이루트 - 안타키아 - 다마스쿠스 - 예루살렘 - 베들레헴 - 메디나 - 메카

### 중앙아시아 여정
메카 - 메디나 - 나자프 - 와시트 주 - 바스라 - 아스파한 - 시라즈 - 바그다드 - 타브리즈- 바그다드
- 쿠파 - 신자르 - 바그다드

### 스와힐리 해안 여정
|  | 바그다드 - 메디나 - 메카 - 지다 - 사와킨 - 아덴 - 자일라야 - 모가디슈 - 몸바사 - 잔지바르 - 킬와 - 오만 - 야마마 - 지다 - 라어쓰다와이르 - 아이자브 - 라타키아 |

### 델리까지의 여정
라타키야 - 알라니아 - 코니아 - 시노프 - 크림반도 - 아조프 - 마자르
- 하츠타르한 - 볼가르 - 마자르 - 미콜라이우 - 바바살투크 - 콘스탄티노폴리스
- 바바살투크 - 사라이 - 사라주크 - 부하라 - 사마르칸트 - 카불 - 델리

### 베이징까지의 여정
델리 - 바이람(인더스강 하구) - 우타라 카나다 - 코지코드 - 몰디브 제도
- 스리랑카 - 마두라이 - 치타공 - 실렛 - 수마트라 - 말라카 - 바실란(필리핀)
- 취안저우(중국 푸젠성) - 광저우 - 항저우 - 베이징

### 귀향과 후기 여정
- 귀향

베이징 - 항저우 - 취안저우 - 수마트라 - 코지코드 - 오만
- 바스라 - 바그다드 - 다마스쿠스 - 가자 - 카이로 - 아이자브 - 지다 - 메카
- 메디나 - 카이로 -알렉산드리아 - 스팍스 - 튀니스 - 칼리아리 - 타나쓰 - 페스
- 알안달루스와 사하라 이남 여정

페스 - 탕헤르 - 지브롤터 - 마르벨라 - 그라나다(알람브라 궁전)
- 페스 - 시질마사 - 타가자 - 아우랄라타 - 팀북투 - 가오(말리) - 다케다 - 부다 - 시질마사 - 페스

## 같이 보기
- 이슬람 세계
- 이븐 주자이
- 이븐 주바이르
- 마르코 폴로

## 참고 문헌
- Chittick, H. Neville (1977), "The East Coast, Madagascar and the Indian Ocean", in Oliver, Roland, Cambridge History of Africa Vol. 3. From c. 1050 to c. 1600, Cambridge: Cambridge University Press, pp. 183–231, ISBN 0-521-20981-1.
- Defrémery, C.; Sanguinetti, B.R. trans. and eds. (1853), Voyages d'Ibn Batoutah (Volume 1) (in French and Arabic), Paris: Société Asiatic. The text of these volumes has been used as the source for translations into other languages.
- Defrémery, C.; Sanguinetti, B.R. trans. and eds. (1854), Voyages d'Ibn Batoutah (Volume 2) (in French and Arabic), Paris: Société Asiatic.
- Defrémery, C.; Sanguinetti, B.R. trans. and eds. (1855), Voyages d'Ibn Batoutah (Volume 3) (in French and Arabic), Paris: Société Asiatic.
- Defrémery, C.; Sanguinetti, B.R. trans. and eds. (1858), Voyages d'Ibn Batoutah (Volume 4) (in French and Arabic), Paris: Société Asiatic.
- Dunn, Ross E. (2005), The Adventures of Ibn Battuta, University of California Press, ISBN 0-520-24385-4. First published in 1986, ISBN 0-520-05771-6.
- Gibb, H.A.R. trans. and ed. (1929), Ibn Battuta Travels in Asia and Africa (selections), London: Routledge. Reissued several times. Extracts are available on the Fordham University site.
- Elad, Amikam (1987), "The description of the travels of Ibn Baṭūṭṭa in Palestine: is it original?", Journal of the Royal Asiatic Society 119: 256–272, doi:10.1017/S0035869X00140651.
- Gibb, H.A.R. trans. and ed. (1958), The Travels of Ibn Baṭṭūṭa, A.D. 1325–1354 (Volume 1), London: Hakluyt Society.
- Gibb, H.A.R. trans. and ed. (1962), The Travels of Ibn Baṭṭūṭa, A.D. 1325–1354 (Volume 2), London: Hakluyt Society.
- Gibb, H.A.R. trans. and ed. (1971), The Travels of Ibn Baṭṭūṭa, A.D. 1325–1354 (Volume 3), London: Hakluyt Society.
- Gibb, H.A.R.; Beckingham, C.F. trans. and eds. (1994), The Travels of Ibn Baṭṭūṭa, A.D. 1325–1354 (Volume 4), London: Hakluyt Society, ISBN 978-0-904180-37-4. This volume was translated by Beckingham after Gibb's death in 1971. An separate index was published in 2000.
- Hrbek, Ivan (1962), "The chronology of Ibn Battuta's travels", Archiv Orientalni 30: 409–486.
- Hunwick, John O. (1973), "The mid-fourteenth century capital of Mali", Journal of African History 14 (2): 195–208, JSTOR 180444.
- Janicsek, Stephen (1929), "Ibn Baṭūṭṭa's journey to Bulghàr: is it a fabrication?", Journal of the Royal Asiatic Society 61: 791–800, doi:10.1017/S0035869X00070015.
- Levtzion, Nehemia; Hopkins, John F.P., eds. (2000), Corpus of Early Arabic Sources for West Africa, New York, NY: Marcus Weiner Press, ISBN 1-55876-241-8. First published in 1981. Pages 279-304 contain Ibn Battuta's account of his visit to West Africa.
- Yule, Henry (1916), "IV. Ibn Battuta's travels in Bengal and China", Cathay and the Way Thither (Volume 4), London: Hakluyt Society, pp. 1–106. Includes the text of Ibn Battuta's account of his visit to China. The translation is from the French text of Defrémery & Sanguinetti (1858) Volume 4.
- Ferrand, Gabriel (1913), "Ibn Batūtā", Relations de voyages et textes géographiques arabes, persans et turks relatifs à l'Extrème-Orient du 8e au 18e siècles (Volumes 1 and 2) (in French), Paris: Ernest Laroux, pp. 426–458.
- Gordon, Stewart (2008), When Asia was the World: Traveling Merchants, Scholars, Warriors, and Monks who created the "Riches of the East", Philadelphia, PA.: Da Capo Press, Perseus Books, ISBN 0-306-81556-7.
- Harvey, L.P. (2007), Ibn Battuta, New York: I.B. Tauris, ISBN 978-1-84511-394-0.
- Lee, Samuel (1829), The Travels of Ibn Batuta, London: Oriental Translation Committee. A translation of an abridged manuscript. The text is discussed in Defrémery & Sanguinetti (1853) Volume 1 pp. xvi-xvii.
- Mackintosh-Smith, Tim (2002), Travels with a Tangerine: A Journey in the Footnotes of Ibn Battutah, London: Picador, ISBN 978-0-330-49114-3.
- Mackintosh-Smith, Tim (ed.) (2003), The Travels of Ibn Battutah, London: Picador, ISBN 0-330-41879-3. Contains an introduction by Mackintosh-Smith and then an abridged version (around 40 percent of the original) of the translation by H.A.R. Gibb and C.E. Beckingham (1958-1994).
- Mackintosh-Smith, Tim (2005), Hall of a Thousand Columns: Hindustan to Malabar with Ibn Battutah, London: John Murray, ISBN 978-0-7195-6710-0.
- Mackintosh-Smith, Tim (2010), Landfalls: On the Edge of Islam with Ibn Battutah, London: John Murray, ISBN 978-0-7195-6787-2.
- Waines, David (2010), The Odyssey of Ibn Battuta: Uncommon Tales of a Medieval Adventurer, Chicago: University of Chicago Press, ISBN 978-0-226-86985-8.
- 정수일 역, 《이븐 바투타 여행기 1》, 창작과비평사, 2001년, ISBN 89-364-7066-3
- 정수일 역, 《이븐 바투타 여행기 2》, 창작과비평사, 2001년, ISBN 89-364-7067-1